# Municipio de Maxcanú
El Municipio de Maxcanú es uno de los 106 municipios que conforman el estado mexicano de Yucatán. Se encuentra a 68 km al sur de la capital del Estado de Yucatán, Mérida.
Está comprendido entre los paralelos 20º33’ y 20º46’ latitud norte y los meridianos 89º53’ y 90º24’ de longitud oeste; posee una altitud promedio de 21 metros sobre el nivel del mar.

## Toponimia
El toponímico en idioma maya significa la barba de Kanul (patronímico), por derivarse de las voces, me'ex, barba o piocha y Kanul apellido. Puede descomponerse también en tres sílabas y diría:  Sus 4 monos o changos, por derivarse de Ma'ax,  que significa chango o mono; kan, cuatro y u, su (posesión).

## Colindancias
Limita con Celestún, Chocholá y Kinchil al norte, con Halachó al sur y al oeste, con Kopomá y al este Opichén.

## Datos históricos
- La población de Maxcanú (“la piocha de canul”), cabecera del municipio del mismo nombre perteneció al cacicazgo de Ah-Canul antes de la conquista de Yucatán.
- Después de la conquista se estableció el régimen de las encomiendas entre las que se pueden mencionar: la de José Domingo Pardío con 256 indios a su cargo en 1734.
- 1825: Maxcanú pasó a formar parte del Partido Camino Real Bajo con cabecera en Hunucmá.
- 1847: Al inicio de la guerra de castas, por orden del gobierno estatal se instalan “Picotas” a la entrada de la población para detener y azotar a los indios sospechosos de conspiración, los cuales fueron más de 200 incluyendo al cacique de Maxcanú.
- 1900: Maxcanú figura como Villa y cabecera del pueblo de Kopomá y dos fincas rurales llamadas Nupilá y San Isidro. Aquel se transformó en municipio libre y estas últimas en adquieren la categoría de Pueblo.
- 1914: El 28 de abril de este año Maxcanú adquiere el título de Ciudad por Decreto, el cual poco tiempo después es derogado volviendo a su condición de Villa.
- 1921: Maxcanú adquiere la jerarquía de municipio libre.

1925

## Localidades
Cuenta con 13 comisarías, las principales son:
- Maxcanú (cabecera municipal)
- Kochol
- Santo Domingo
- Chunchucmil
- San Rafael
- San José Chactún
- Paraíso
- Santa Rosa
- Canachen
- Granada
- Chanchochola

## Economía
Maxcanú es un municipio que, ubicado en la zona central poniente del estado perteneció a la denominada zona henequenera de Yucatán porque sus tierras tienen la vocación agrícola para el cultivo del agave. Junto con los municipios circunvecinos se dedicó por muchos años hasta finales del siglo XX a la industria henequenera como principal actividad productiva.
Con la declinación de la agroindustria se dio en Maxcanú un proceso de diversificación de la actividad agrícola. Hoy en el territorio municipal se cultiva principalmente maíz, frijol y hortalizas. La jícama y la sandía así como algunas variedades de chiles también se cosechan en la región.
Se da la cría de ganado bovino, así como la de ganado porcino y aves de corral.